# 成田山不動大教会
成田山不動大教会（なりたさんふどうだいきょうかい）は、東京都板橋区にある真言宗智山派の教会（寺院）。

## 概要
成田参詣を挙行する「成田講」の一つである新省講と呼ばれる信仰集団が教会結社願を東京府知事に提出、1887年(明治20年)に認可され、信仰者の礼拝所として創建したものである。
このように、一般的な寺院とは成り立ちが異なる宗教施設であるので、「檀家」ではなく、講の構成員（講員）たる「信徒」が成田山新勝寺を崇敬し、当教会を支えるという形になっている。
もちろん、他の真言宗智山派寺院で行われるような年中行事は、当教会でも行われている（節分会、星祭りなど）。

## 寺宝等
- 大聖不動明王坐像（本尊）
- 弘法大師坐像

## 交通アクセス
- 下赤塚駅より徒歩2分。